# Jánd
Jánd là một thị trấn thuộc hạt Szabolcs-Szatmár-Bereg, Hungary. Thị trấn này có diện tích 16,54 km², dân số năm 2010 là 775 người, mật độ 47 người/km².